# 神光寺 (徳島県神山町)
神光寺（じんこうじ）は、徳島県名西郡神山町にある高野山真言宗の寺院。山号は鬼飯山。

## 歴史
創建年は不詳。神光寺のある旧鬼籠野村には浄土真宗本願寺派の真光寺も北方にある。

## のぼり藤
毎年4月中旬から下旬にかけて、藤（野田藤）の花が見ごろを迎える。住職の横山隆賢（1909年-1976年）が植えたもので、昭和36年以前は杉の大木に巻き付いていたが第2室戸台風で杉の木は折れたため鉄柵に巻き付かせていて「のぼり藤」と呼ばれている。鉄柵は高さ15mで、藤はそれに巻き付いて上へ伸び、ブドウの房のように無数の花を垂らしている。

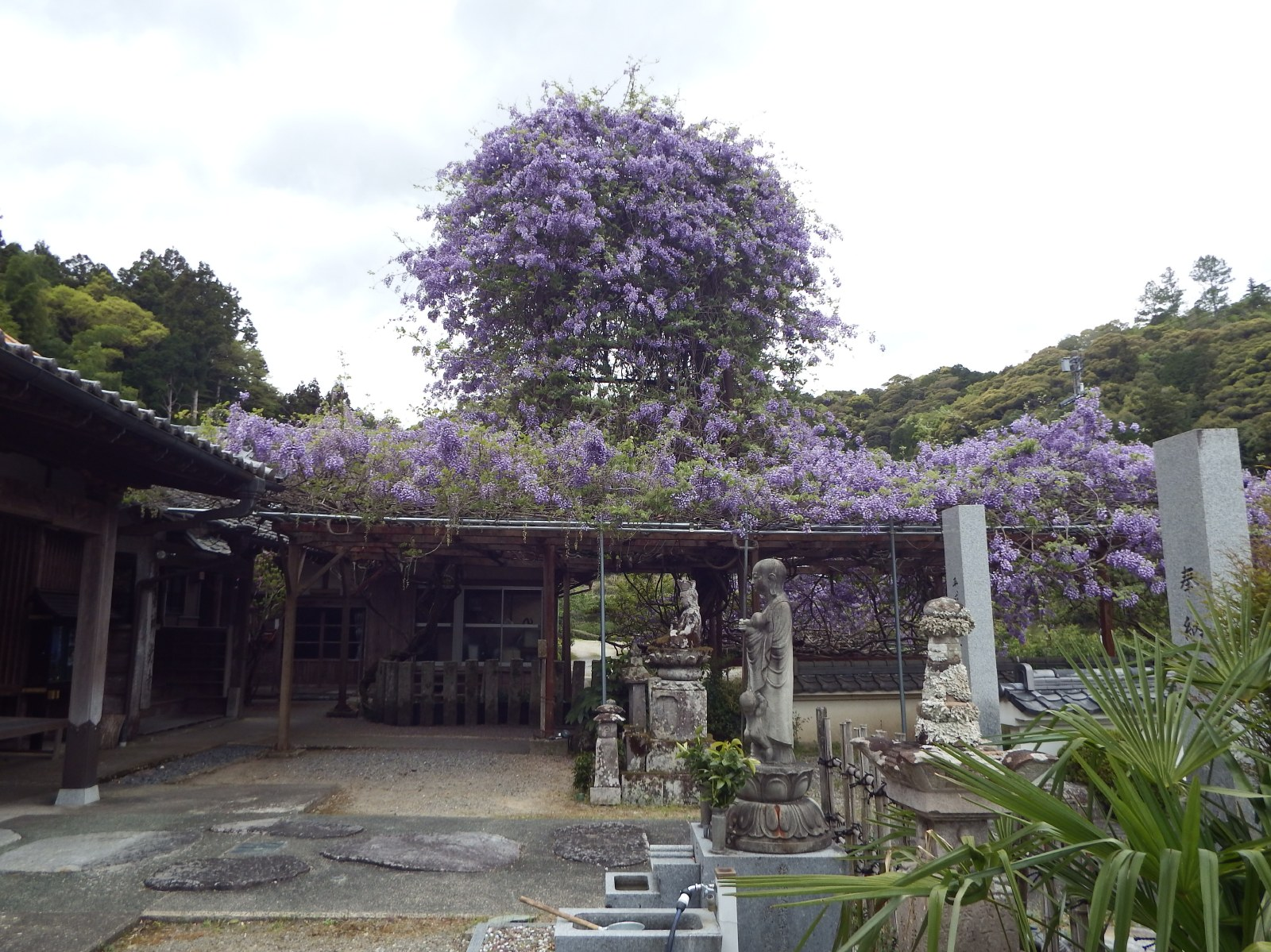
境内
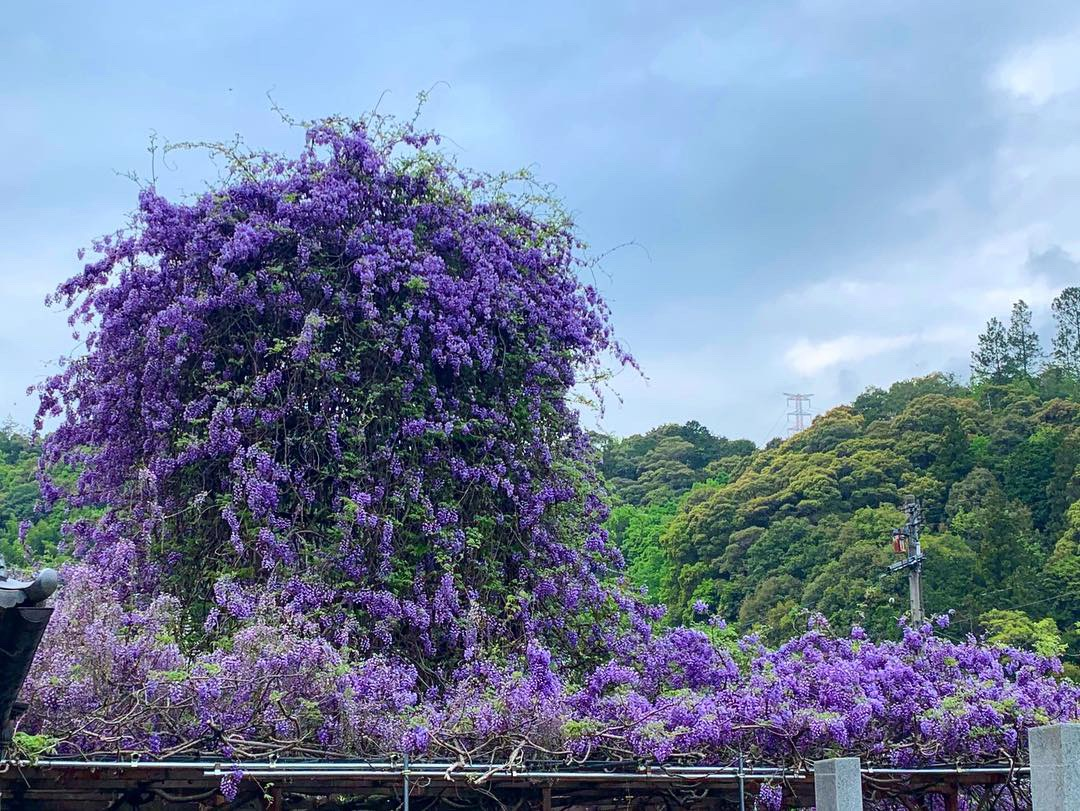
のぼり藤
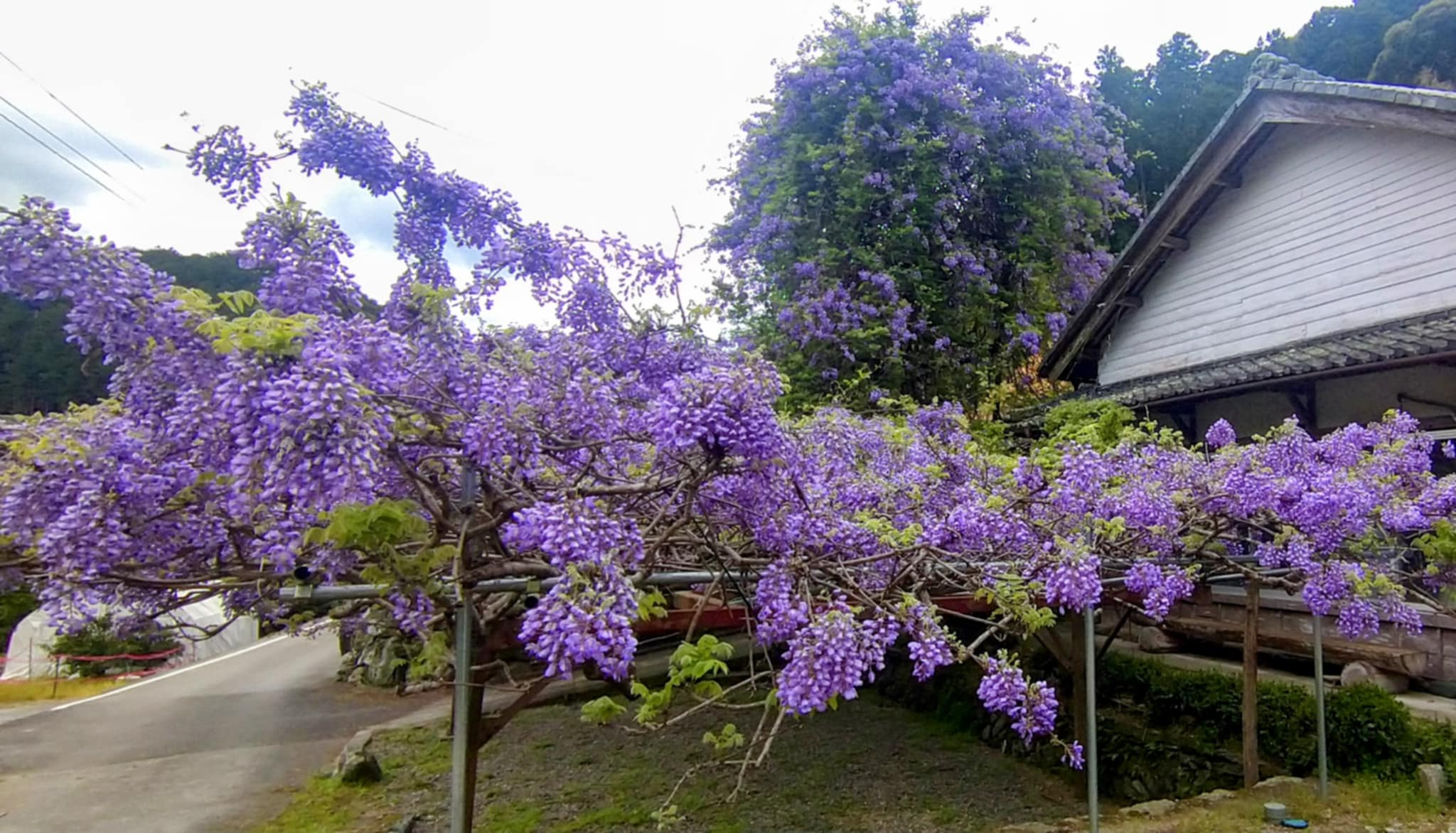
藤棚
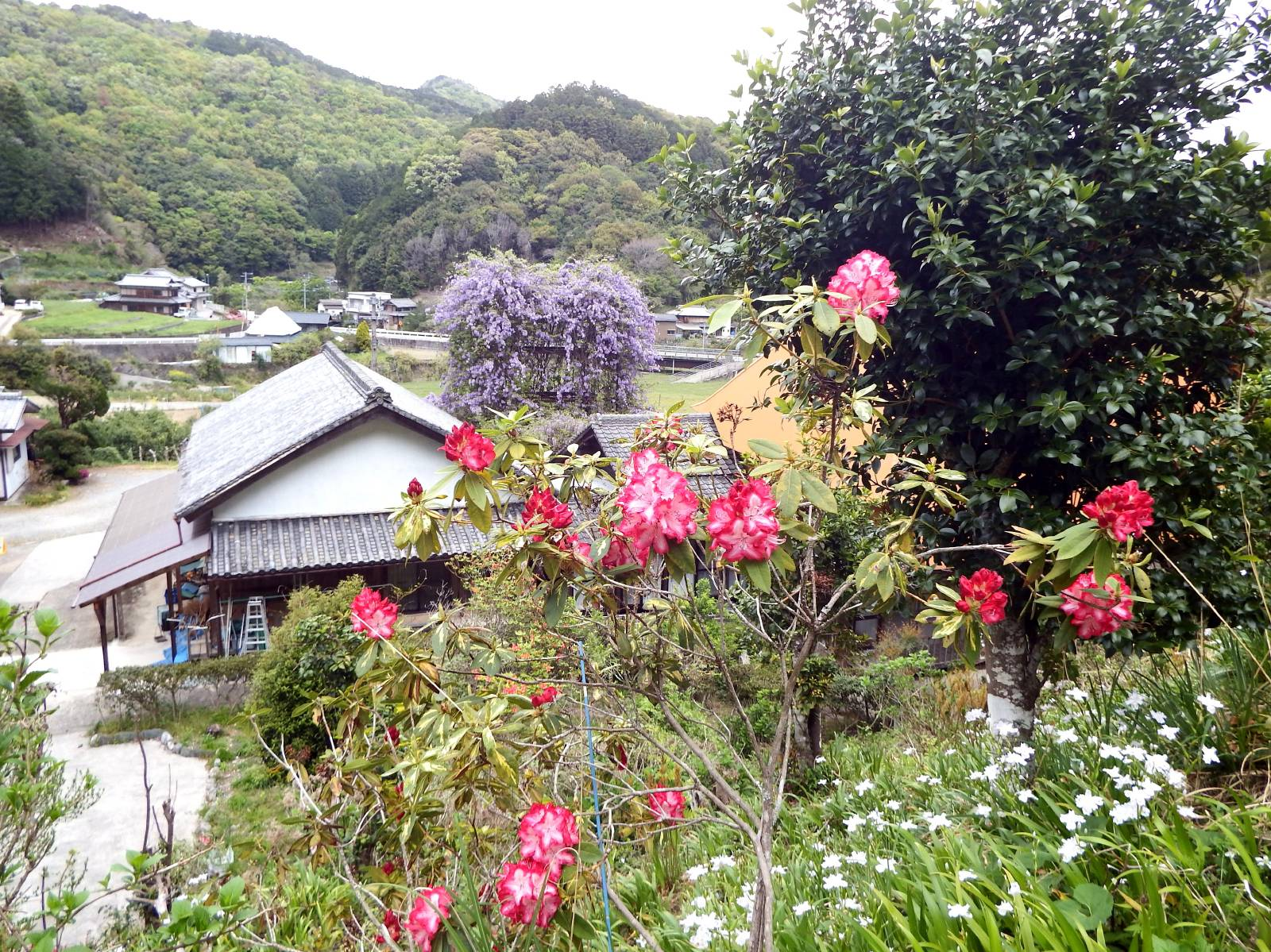
裏山に咲く花
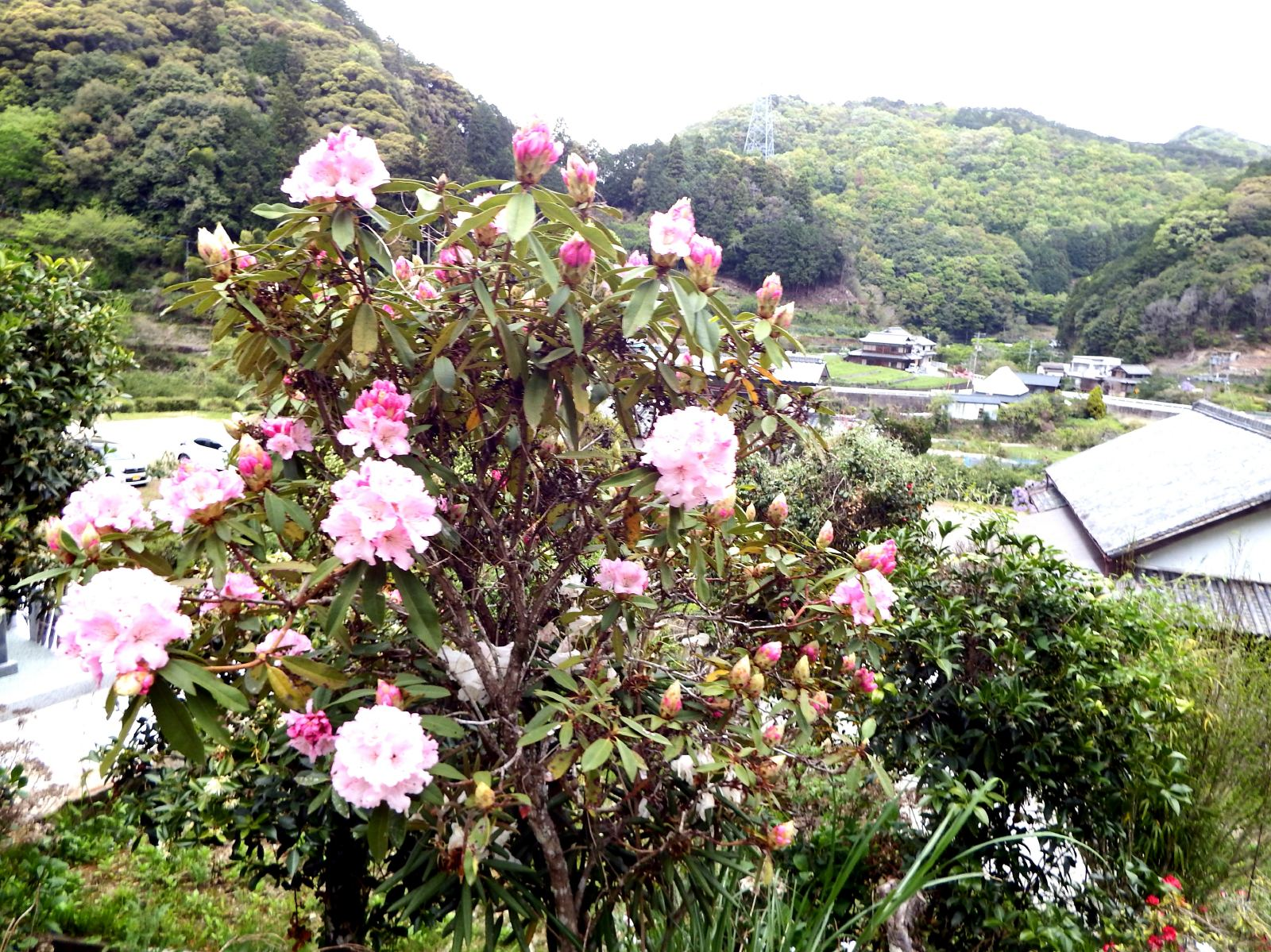
裏山に咲く花

## 交通
- JR「徳島駅」より車で約45分。
- 高松自動車道「板野インターチェンジ」及び徳島自動車道「藍住インターチェンジ」より車で約50分。県道21号からの進入路は普通車でギリギリの道幅であるが、境内に隣接して駐車場がある。